# Upanga East
Upanga East è una circoscrizione urbana (urban ward) della Tanzania situata nel distretto di Ilala, regione di Dar es Salaam. Conta una popolazione di 11 167 abitanti (censimento 2012).